# Werner Arnold (Bibliothekar)
Werner Arnold (* 28. September 1944 in Klaffenbach) ist ein deutscher Bibliothekar.

## Leben
Werner Arnold studierte Germanistik und Geschichte, legte 1970 das Staatsexamen für den höheren Schuldienst ab und promovierte 1975 an der Universität Göttingen. Im gleichen Jahr begann er als Bibliotheksreferendar an der Herzog-August-Bibliothek in Wolfenbüttel die Ausbildung für den höheren Bibliotheksdienst, die er 1977 mit der Fachprüfung am Bibliothekar-Lehrinstitut des Landes Nordrhein-Westfalen abschloss. Von 1977 bis 2009 war er dann an der Herzog-August-Bibliothek tätig und zwar als Fachreferent und Leiter verschiedener Abteilungen, zuletzt als stellvertretender Direktor dieser Forschungsbibliothek.

## Schriften (Auswahl)
- (Mitarb.): Verzeichnis medizinischer und naturwissenschaftlicher Drucke 1472–1830 / Herzog-August-Bibliothek Wolfenbüttel. Saur, München 1976–1990.
- Die Inschriften der Stadt Göttingen (= Die deutschen Inschriften. Band 19). Druckenmüller, München 1980 (Dissertation Universität Göttingen), ISBN 3-7608-9469-0.
- Eine norddeutsche Fürstenbibliothek des frühen 18. Jahrhunderts. Herzog Ludwig Rudolph von Braunschweig-Lüneburg (1671–1735) und seine Büchersammlung (= Arbeiten zur Geschichte des Buchwesens in Niedersachsen. Band 3). Göttinger Hochschulschriften-Verlag, Göttingen 1980, ISBN 3-88309-002-6.
- Buchdruck des 17. Jahrhunderts. In: Werner Arnold (Hrsg.): Die Erforschung der Buch- und Bibliotheksgeschichte in Deutschland [Paul Raabe zum 60. Geburtstag]. Harrassowitz, Wiesbaden 1987, ISBN 3-447-02716-9, S. 121–155.
- Ratsbibliotheken. In: Werner Arnold (Hrsg.): Die Erforschung der Buch- und Bibliotheksgeschichte in Deutschland [Paul Raabe zum 60. Geburtstag]. Harrassowitz, Wiesbaden 1987, ISBN 3-447-02716-9, S. 389–397.
- Fürstenbibliotheken. In: Werner Arnold (Hrsg.): Die Erforschung der Buch- und Bibliotheksgeschichte in Deutschland [Paul Raabe zum 60. Geburtstag]. Harrassowitz, Wiesbaden 1987, ISBN 3-447-02716-9, S. 398–419.
- Die Bibliothek des Grafen von der Schulenburg (= Patrimonia. Band 86). Kulturstiftung der Länder, Berlin 1994.
- Buch- und Bibliotheksgeschichte als Bildungsgeschichte. In: Sabine Wefers (Hrsg.): Von Gutenberg zum Internet (= Zeitschrift für Bibliothekswesen und Bibliographie. Sonderhefte, Band 68). Klostermann, Frankfurt/M. 1997, ISBN 3-465-02961-5, S. 31–41.
- Adelsbildung in Mitteldeutschland. Joachim von Alvensleben und seine Bibliothek. In: Werner Arnold (Hrsg.): Bibliotheken und Bücher im Zeitalter der Renaissance (= Wolfenbütteler Abhandlungen zur Renaissanceforschung. Band 16). Harrassowitz, Wiesbaden 1997, ISBN 3-447-03977-9, S. 167–194.
- (Bearb.): Das Malerbuch des 20. Jahrhunderts. Die Künstlerbuchsammlung der Herzog-August-Bibliothek Wolfenbüttel (= Wolfenbütteler Schriften zur Geschichte des Buchwesens. Band 37). Harrassowitz, Wiesbaden 2004, ISBN 3-447-05051-9.
- Neue Aufgaben für Regionalbibliotheken? In: Peter Vodosek/Werner Arnold (Hrsg.): Auf dem Wege in die Informationsgesellschaft. Bibliotheken in den 70er und 80er Jahren des 20. Jahrhunderts (= Wolfenbütteler Schriften zur Geschichte des Buchwesens. Band 43). Harrassowitz, Wiesbaden 2008, ISBN 3-447-05827-7, S. 135–146.
- Handschriften und Inkunabeln aus Süddeutschland in der Bibliotheca Augusta. In: William A. Kelly (Hrsg.): The German book in Wolfenbüttel and abroad. Studies presented to Ulrich Kopp in his retirement (= Studies in reading and book culture. Band 1). University of Tartu Press, Tartu 2014, ISBN 978-9949-32-494-1, S. 13–36.

Festschrift
- Detlev Hellfaier u. a. (Hrsg.): Der wissenschaftliche Bibliothekar. Festschrift für Werner Arnold (= Wolfenbütteler Schriften zur Geschichte des Buchwesens. Band 44). Harrassowitz, Wiesbaden 2009, ISBN 3-447-06100-6 (Bibliographie Werner Arnold S. XVff.).